# Кустын
Ку́стын, также Кустынь и Кустин (бел. Кустынь) — деревня в Брестском районе Брестской области Белоруссии. Входит в состав Лыщицкого сельсовета. Население — 131 человек (2019).

## География
Деревня Кустын расположена в 23 км к северо-западу от центра города Брест и в 10 км к северу от границы с Польшей. Местность принадлежит бассейну Вислы, рядом с деревней протекает небольшая река Лютая, приток Лесной. Деревня соединена местными дорогами с Новыми Лыщицами и Лютой, а также с автодорогой Р16 (Брест — Высокое). В двух километрах от деревни находится ж/д платформа Лыщицы (линия Белосток — Брест).
Имеются магазин и кладбище.

## История
Согласно письменным источникам поселение известно с XVI века как деревня в Берестейском повяте Трокского воеводства Великого княжества Литовского, а после административно-территориальной реформы середины XVI века в Берестейском воеводстве. В XVI веке принадлежало роду Крупицких, а в начале XVII века имение приобрёл Иероним Лыщинский, отец философа-атеиста Казимира Лыщинского. В 1739 году на средства помещика Гржановского в деревне построена православная деревянная церковь с каменной колокольней.
После третьего раздела Речи Посполитой (1795) в составе Российской империи, с 1801 года — в Гродненской губернии. В 1833 году в имении, состоявшем из деревни и фольварка, было 392 десятины земли. В 1844 году — 12 дворов.
В 1886 году в селе было 22 двора, православная церковь, ветряная мельница и корчма. В 1890 году здесь располагалось волостное правление Лыщицкой волости, имение принадлежало помещику Узбицкому. По переписи 1897 года — 29 дворов, церковь, хлебозапасный магазин. Действовала церковно-приходская школа. В 1905 году в селе (270 жителей) размещался участок полицейских урядников, были также два имения с 23 и 38 жителями соответственно. Последними владельцами были Бабицкие и Игнатейко.
В Первую мировую войну с 1915 года деревня оккупирована германскими войсками. Согласно Рижскому мирному договору (1921) деревня вошла в состав межвоенной Польши, где принадлежала гмине Лыщицы Брестского повета Полесского воеводства; в этом году деревня насчитывала 32 двора.
С 1939 года в составе БССР, в 1940 году — 65 дворов. В Великую Отечественную войну на фронте погибли 9 сельчан. Усадебный дом во время войны был разрушен, церковь также не сохранилась. В марте 1947 году организован колхоз имени Молотова, позже объединённый с колхозом имени Мичурина, а затем вошедший в сельскохозяйственное кооперативное предприятие «Остромечево».

## Население
На 1 января 2018 года насчитывалось 128 жителей в 69 домохозяйствах, из них 21 младше трудоспособного возраста, 70 — в трудоспособном возрасте и 37 — старше трудоспособного возраста.

## Достопримечательности
- От бывшей усадьбы Игнатейко сохранились только хозпостройка и фрагменты парка[2][3].